# Qinghai Tianyoude Cycling Team/Saison 2012
Dieser Artikel listet Erfolge und Fahrer des Radsportteams Qinghai Tianyoude Cycling Team in der Saison 2012 auf.

## Zugänge – Abgänge
| Zugänge                            | Team 2011 | Abgänge       | Team 2012             |
| ---------------------------------- | --------- | ------------- | --------------------- |
| Liu Jie                            | Neoprofi  | Liu Biao      | Champion System       |
| Wang Xin                           | Neoprofi  | Liu Kexue     | Gan Su Sports Lottery |
| Xue Bin                            | Neoprofi  | Yang Zengtao  | Gan Su Sports Lottery |
| Yang Qisheng                       | Neoprofi  | Wenxuan Liang | Unbekannt             |
| Zhang Jinde                        | Neoprofi  | Wang Guowei   | Unbekannt             |
| Edmund Hollands (ab 26. Juni)      | Neoprofi  | Zhao Longji   | Unbekannt             |
| Heksa Priya Prasetya (ab 26. Juni) | Neoprofi  |               |                       |
| Dylan Spiby (ab 26. Juni)          | Neoprofi  |               |                       |

## Mannschaft
| Name                 | Geburtstag        | Nationalität        |
| -------------------- | ----------------- | ------------------- |
| Dong Xiaoyong        | 26. Oktober 1988  | Volksrepublik China |
| Edmund Hollands      | 6. Januar 1972    | Australien          |
| Liu Jie              | 16. Februar 1993  | Volksrepublik China |
| Heksa Priya Prasetya | 26. Juni 1983     | Indonesien          |
| Dylan Spiby          | 17. Juli 1993     | Australien          |
| Tian Gesu            | 3. April 1991     | Volksrepublik China |
| Wang Xin             | 26. Oktober 1992  | Volksrepublik China |
| Wei Yuan             | 2. Januar 1989    | Volksrepublik China |
| Wu Peilun            | 16. Juli 1990     | Volksrepublik China |
| Wu Shengjun          | 18. Juni 1987     | Volksrepublik China |
| Xue Bin              | 30. Dezember 1992 | Volksrepublik China |
| Yang Qisheng         | 15. Juni 1992     | Volksrepublik China |
| Zhang Jinde          | 13. Oktober 1993  | Volksrepublik China |